# Gräberfeld von Beckum
Das Gräberfeld im westfälischen Beckum besteht aus den zwei räumlich nahegelegenen germanischen Gräberfeldern Beckum I und Beckum II. Gefunden wurden zahlreiche Gräber aus merowingischer und christlicher Zeit mit zum Teil reichhaltigen Grabbeilagen. Außerdem wurden eine Vielzahl von Pferdebestattungen sowie zwei Hundebestattungen entdeckt.
Von herausragender Bedeutung ist das im Gräberfeld Beckum II gefundene, sogenannte „Fürstengrab“.
Das Gräberfeld und das Fürstengrab dürfen nicht verwechselt werden mit dem Galeriegrab in der Bauerschaft Beckum-Dalmer.

## Antike und  Frühmittelalter

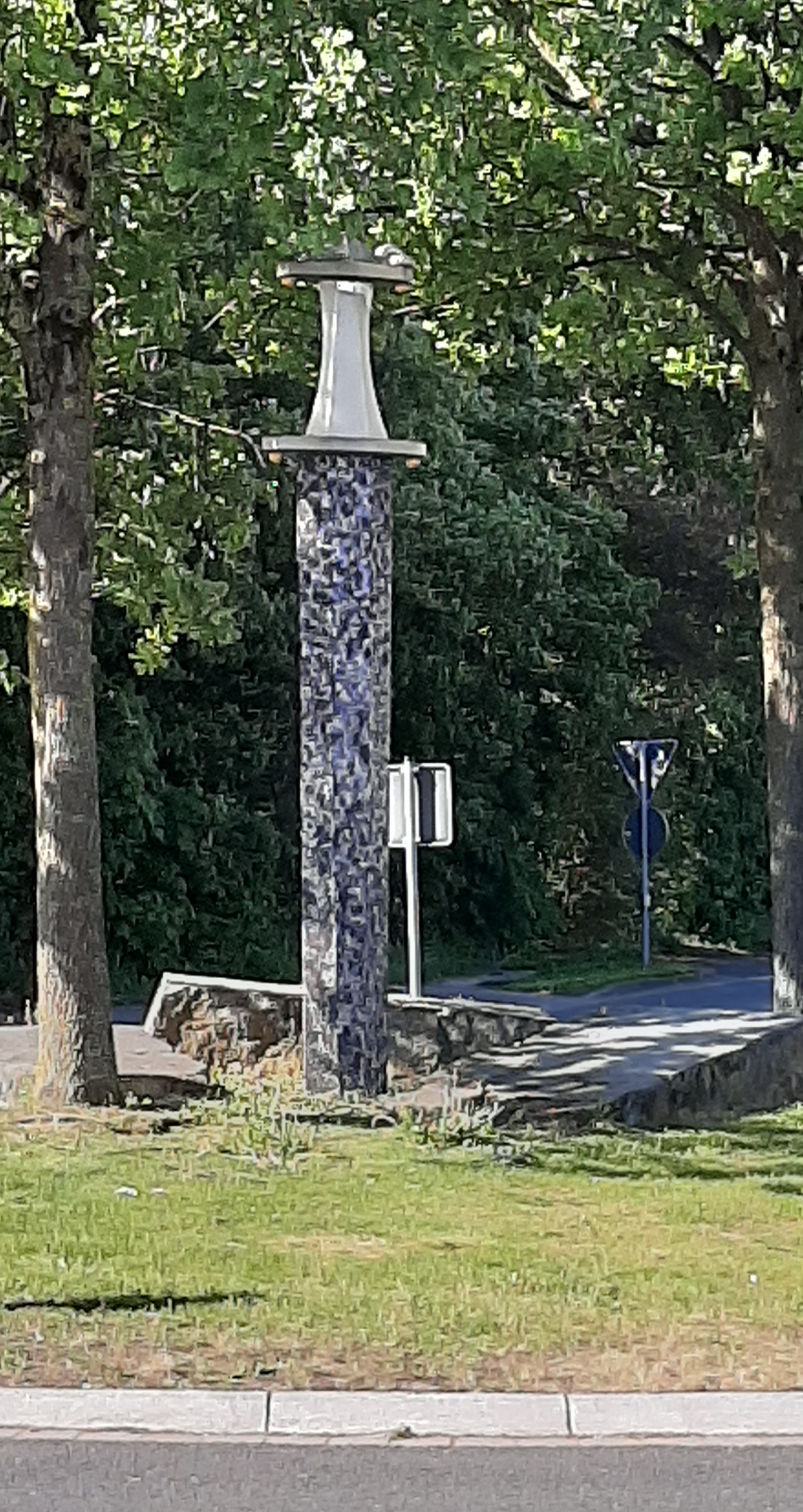
Ringknaufspatha im Kreisverkehr Hammerstraße

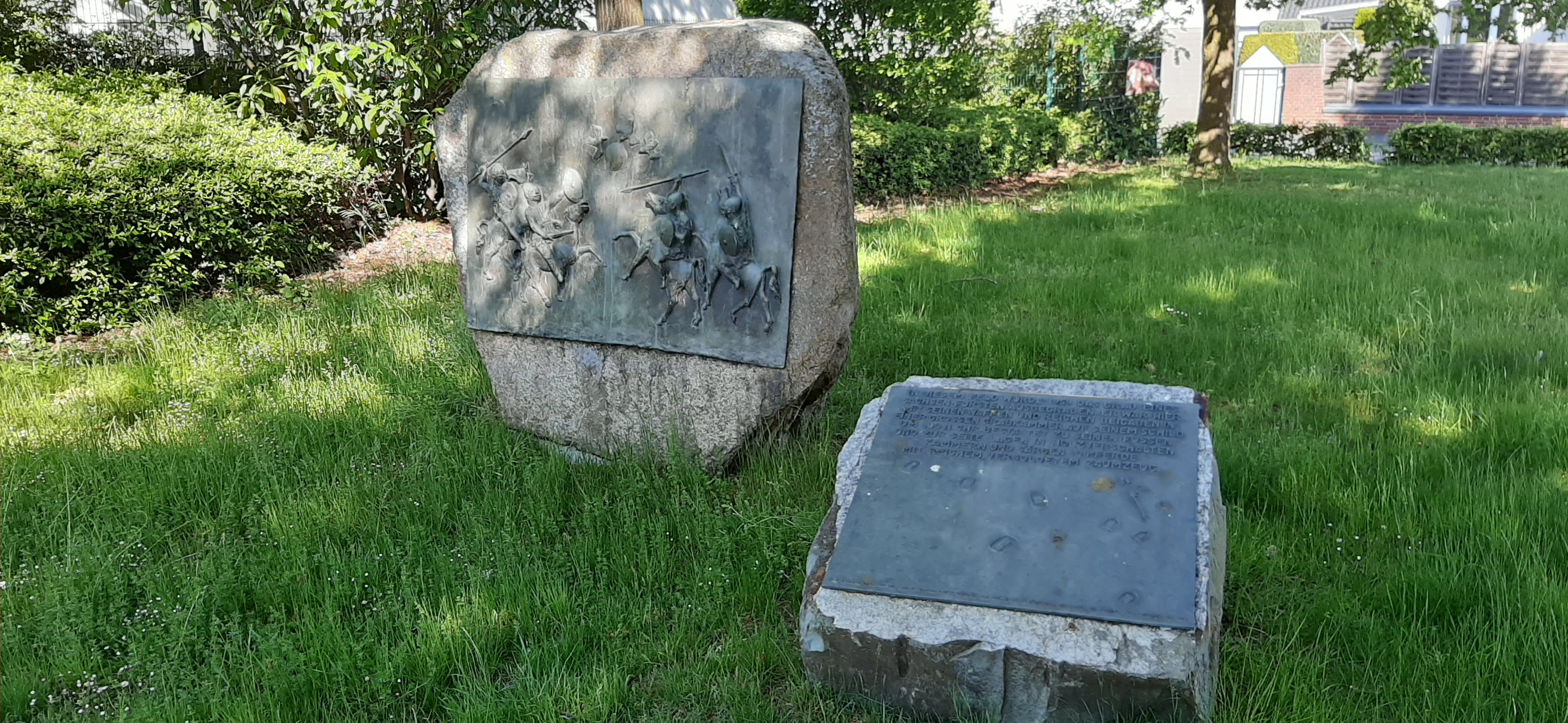
Gedenktafel am Fundort des „Fürstengrabes“

Der Raum zwischen mittlerer Ems und Lippe, und damit auch der Raum Beckum, wurden ab dem 1. Jahrhundert n. Chr. von den Brukterern besiedelt. Im Frühmittelalter, dem Zeitraum, aus dem alle Funde des Gräberfeldes stammen, lag Beckum dann im Grenzgebiet zwischen dem Frankenreich und dem Siedlungsgebiet der Sachsen.
Eine eindeutige Zuordnung der gefunden menschlichen Überresten zu einer dieser Stammesgruppen ist jedoch nicht eindeutig möglich. Verschiedene Grabbeilagen in ein und demselben Grab können entweder fränkischen oder sächsischen Stämmen zugeordnet werden.
Es ist denkbar, dass es sich bei den hier siedelnden Menschen um eine regionale Gruppe handelte, die sich den Franken im Kampf anschloss, ohne diesen jedoch direkt anzugehören. Dass es sich bei den Knochenfunden um Menschen handelt, die im Raum Beckum ansässig waren und nicht wie zu Beginn der Ausgrabungen angenommen um „durchziehende Krieger aus dem Norden“, konnte in jüngster Zeit durch Strontiumisotopenanalysen bestätigt werden.

## Das Gräberfeld
Das Gräberfeld liegt größtenteils nördlich der Hammer Straße (L 507), zwischen der Frankenstraße und der Sachsenstraße, im Südwesten der Stadt Beckum. Die zwei Gräberfelder I und II sind räumlich voneinander getrennt und weisen eine nordwest-südöstliche Ausrichtung auf. Altersdatierungen durch Grabbeilagen und durch die Radiokarbonmethode legen nahe, dass beide Gräberfelder zeitgleich belegt wurden. Eventuell verlief eine alte Handelsstraße quer durch das Gräberfeld. Die frühen Ausgräber berichten von tiefen Spurrillen in diesem Bereich. Diese Befunde wurden allerdings nicht ausreichend dokumentiert und können heute in der Landschaft nicht mehr nachvollzogen werden, da ein Großteil des Gräberfeldes durch Wohn- und Gewerbegebiete überbaut wurde.

### Beckum I
Erste Hinweise auf Gräber in diesem Bereich lieferten Knochenfunde, die beim Ausbau der Hammer Str. zum Vorschein kamen. In den Jahren 1860–1863 wurden durch den Baurat Franz Arnold Borggreve und Hofrat Moritz Friedrich Essellen systematische Ausgrabungen im Bereich der heutigen Germanenstraße durchgeführt.
Insgesamt wurden in diesem größeren Bereich des Gräberfeldes 61 menschliche und 17 Pferdebestattungen ergraben. Es handelt sich ausschließlich um „heidnische“ germanische Bestattungen. Typische Grabbeigaben sind Schmuck, Gebrauchsgegenstände und Waffen.
Unter den Gräbern befindet sich auch das eines vermeintlichen Schmiedes, dem ein Hammer, eine Zange und eine Feinwaage beigegeben wurden.
Von besonderer Bedeutung ist aber ein mit Holz ausgekleidetes Grab (Nr. 18) eines Kriegers am südöstlichen Rand des Grabungsgebietes, das Reste einer Kriegsausstattung, ein Pferdegeschirr und Reste eines Tongefäßes enthielt. Mehrere Pferdegräber in unmittelbarer Nähe werden dem Krieger zugeordnet und zeugen von seiner herausragenden Stellung. Datiert wurde die Bestattung auf das letzte Viertel des 6. Jahrhunderts. Aufgrund der Ähnlichkeiten, sowohl bei der Anordnung der Gräber als auch bei den Grabbeilagen, wird vermutet, dass es sich bei dem Toten um den Vorgänger des Adeligen aus dem „Fürstengrab“ des Gräberfeldes Beckum II handeln könnte.

### Beckum II
Nachdem der Heimatforscher Anton Schulte 1956 bei weiteren Bauarbeiten an der Hammer Straße und durch Berichte der Ausgräber von Beckum I weitere Funde im Bereich der heutigen Sachsenstraße machte, wurden in den Jahren 1959 bis 1967 durch Wilhelm Winkelmann weitere Ausgrabungen durchgeführt. Als Abgrenzung zum bereits bekannten Gräberfeld wurde das neu ergrabene Gebiet als Beckum II gekennzeichnet. Es liegt ca. 250 m südwestlich des zuerst freigelegten Friedhofes.
Die Größe des zweiten Gräberfeldes beträgt ca. 90 m × 30 m. Das Südost-Ende liegt heute unterhalb der Hammer Straße. Die südwestliche Grenze befindet sich ungefähr in Höhe der Sachsenstraße. Insgesamt wurden hier rund 30 Personen- und 20 Brandgräber, zusätzlich ca. 30 Pferdebestattungen und in einem Doppelgrab ein Hundeskelett ergraben. Besonders die große Anzahl an Pferdeskeletten ist ungewöhnlich. Kammereinbauten aus Holz oder Stein konnten in vielen Gräbern nachgewiesen werden. Als Grabbeilagen wurden Gegenstände des täglichen Gebrauchs, Kleidungsbestandteile, Waffen und Glasperlen, in den Pferdegräbern zum Teil reich verzierte Zaumzeuge gefunden.
Durch Radiocarbondatierungen konnten in diesem Teil des Friedhofes Bestattungen im 5. Jahrhundert und danach wieder für das ausgehende 7. bis 8. Jahrhundert belegt werden. Während die frühen Gräber allesamt heidnisch-germanische Bestattungen sind, finden sich ab dem 8. Jahrhundert auch erste christliche Gräber ohne Grabbeilagen und in West-Ost-Ausrichtung. Es wird vermutet, dass dieser Friedhof bis in die Zeit der ersten Kirchengründung in Beckum (überliefert als Vorgängerbau der heutigen Stephanuskirche) in karolingischer Zeit und Anlage eines christlichen Friedhofes auf dem Kirchplatz belegt wurde. Diese These würde eine durchgängige Besiedlung Beckums seit mindestens dem 7. Jahrhundert n. Chr. bedeuten.

#### Das „Fürstengrab“
Von außerordentlicher Bedeutung ist das am nordwestlichen Rand des Gräberfeldes gelegene Grab (Nr. 13) eines adeligen Kriegers mit kostbaren Grabbeilagen – im Volksmund „Fürstengrab“ genannt. Die Grabkammer mit den Maßen 2 m × 3,2 m × 1,2 m hatte eine Südwest-Nordost Ausrichtung und war mit Steinplatten verkleidet und abgedeckt. Die Grablege wurde durch die darin gefundenen Grabbeilagen (ältestes Artefakt: Münze (527 n. Chr.), jüngste Artefakte: zwei Messerklingen (7. bis 8. Jh.)) auf einen Zeitraum um 600 n. Chr. bis ins erste Jahrzehnt des 7. Jahrhunderts datiert und ist damit etwa eine Generation jünger als das Kriegergrab im Gräberfeld I.
Die Anordnung im Gräberfeld sowie die umgebenden Pferdegräber und die zeitliche Einordnung legen einen Bezug zum Kriegergrab im Gräberfeld Beckum I nahe.
Der 1,90 m große und ca. 50 Jahre alte Mann wurde auf einem mit eisernen Beschlägen versehenen Schild begraben. Des Weiteren wurden folgende Grabbeilagen bei ihm gefunden:
- Goldmünze (Solidus von Justinian I., Amtszeit 527–565 n. Chr.)
- Glasbecher
- Axtklinge
- Schmalsax
- Bronzeschnallen
- 3 goldene, reich verzierte Beschläge
- 2 Messerklingen
- Feuerstein
- Eisen„pfriem“
- Pinzette

Im Arm hielt der Bestattete eine wertvolle Ringknaufspatha (Schwert) aus damasziertem Stahl und mit Silber und Gold verziertem Knauf in einer Scheide aus Holz.
Außerhalb des Sarges wurden noch eine Lanzenspitze von einem Ango (Wurfspieß), ein Bronzebecken mit einem Kamm, die Überreste eines metallischen Gefäßes und sieben goldene sowie zwei silberne verzierte Beschläge gefunden.
Diese kostbaren und reichhaltigen Grabbeigaben lassen auf ein hohes Ansehen schließen. Auf jeden Fall hat der Tote zur adeligen Schicht seines Stammes gehört. Seine Stellung als „Fürst“ ist allerdings nicht historisch belegbar, weshalb die moderne Wissenschaft von dem „Herren von Beckum“ spricht.

## Ausstellungen

### Museen
Die Originalfunde und das Inventar aus dem Beckumer „Fürstengrab“ sind in der Dauerausstellung „Der Herr von Beckum“ im LWL-Museum für Archäologie in Herne ausgestellt.
Im Beckumer Stadtmuseum befindet sich eine Dauerausstellung zur Frühgeschichte Beckums mit Duplikaten aus dem „Fürstengrab“, Funden aus dem Grab des Schmiedes und einer Replik einer Spatha.

### Denkmäler
An der Fundstelle des „Fürstengrabes“ an der Sachsenstraße steht ein Gedenkstein mit einer Bronzeplatte, die vom Beckumer Künstler Heinrich Gerhard Bücker entworfen wurde. In unmittelbarer Nähe, im Kreisverkehr Hammer Str. – Sachsenstr. – Prozessionsweg, steht die überdimensionale Nachbildung der gefundenen Ringknaufspatha.
Verschiedene Straßennamen im Gebiet des Gräberfeldes weisen auf den historischen Hintergrund hin, so z. B. Germanenstraße, Sachsenstraße, Frankenstraße, Cheruskerstraße, Markomannenstraße, Langobardenstraße, Friesenweg und Wittekindstraße.